# Lessard-le-National
Lessard-le-National település Franciaországban, Saône-et-Loire megyében. Lakosainak száma 662 fő (2022. január 1.). Lessard-le-National Demigny, Chagny, Fontaines, Gergy, Virey-le-Grand és Fragnes-La Loyère községekkel határos.

## Népesség
A település népességének változása:
| Lakosok száma | 597  | 611  | 650  | 644  | 649  | 653  | 658  | 659  | 662  |
|               | 2013 | 2015 | 2016 | 2017 | 2018 | 2019 | 2020 | 2021 | 2022 |